# 増田隆之
増田 隆之（ますだ たかゆき、1984年1月16日 - ）は、日本の男性声優。東京都出身。

## 経歴
マウスプロモーション附属養成所を経て、2006年からマウスプロモーションに所属していた。

## 人物
趣味・特技は水泳。

## 出演
太字はメインキャラクター。

### テレビアニメ
2006年
- 遊☆戯☆王デュエルモンスターズGX（サファイアペガサス、ラーズ）

2007年
- 京四郎と永遠の空（ツバサ、七番隊）
- 素敵探偵ラビリンス（消防員）
- BLUE DROP ～天使達の戯曲～（チンピラB）
- もやしもん（一年生A）

2008年
- うちの3姉妹（編集者）
- カイバ
- 銀魂（幹部A、亀兵士A）
- 黒執事（紳士）
- 二十面相の娘（隊長）
- ねぎぼうずのあさたろう（子分）
- Mnemosyne-ムネモシュネの娘たち-（職員）

2009年
- 犬夜叉 完結編（妖怪）
- 黒神 The Animation（パイロット）
- ゴルゴ13（コテージの客）
- 神曲奏界ポリフォニカ クリムゾンS（男子A）
- PandoraHearts（隊員C）

2010年
- 屍鬼（村迫宗貴、十和田、松村安造）
- 爆丸バトルブローラーズ ニューヴェストロイア（イングラム）

2013年
- 宇宙戦艦ヤマト2199（ハルツ・レクター）
- 大人女子のアニメタイム 「人生ベストン 角田光代」

2019年
- 僕のヒーローアカデミア（音本真）

2020年
- ポケットモンスター（2020年 - 2021年、イクオ）

2021年
- サザエさん（山口）

### 劇場アニメ
- 劇場版 NARUTO -ナルト- 疾風伝（2007年）
- 空の境界（2007年、刑事）
- ONE PIECE 3D 麦わらチェイス（2011年）

### OVA
- 撲殺天使ドクロちゃん2（2007年、クラスメイト）
- ムダヅモ無き改革 -The Legend of KOIZUMI-（2010年、自衛隊員）
- 進撃の巨人 悔いなき選択（2014年、ゴロツキ）※単行本第15巻DVD付き限定版
- 進撃の巨人 Lost in the cruel world（2018年、鏡男）

### Webアニメ
- マウスどうぶつえん（2019年、ハムスターのたかゆき）

### ゲーム
2007年
- ひぐらしのなく頃に祭

2008年
- ゼロの使い魔 迷子の終止符と幾千の交響曲（テクスト）
- 乃木坂春香の秘密 こすぷれ、はじめました♥

2009年
- 剣と魔法と学園モノ。2（ディアボロス・男）
- 罪と罰 〜宇宙の後継者〜

2010年
- 戦国BASARA3

2011年
- 侍道4

2015年
- アウトディビジョン -刑徒隷僕区-（巡原輪太朗）

2020年
- 龍が如く7 光と闇の行方

### CD
- 鏡花あやかし秘帖 夜叉の恋路（2009年、荒垣泰三）
- METAL GEAR SOLID PEACE WALKER 平和と和平のブルース（2010年、兵士）
- ほどける怪物（2015年7月31日、キャスター）※表題ドラマCD「恋愛ルビの正しいふりかた」に同時収録

### オーディオブック
- 史上最高のセミナー 完全版（2011年）
- いつのまにか心を操縦する技術（2015年）
- マチネの終わりに（2018年、蒔野）

### 吹き替え

#### 映画
- ギャングバスターズ（リース捜査官〈ポール・ウェズレイ〉）
- スターシップ・トゥルーパーズ3（ジンゴ）
- 世界が燃えつきる日（アンディ〈キャメロン・ブライト〉）
- ナイト ミュージアム2（キューピッド2）
- ハッチング・ピート（トミー・トンプソン）

#### ドラマ
- S.A.S. 英国特殊部隊（ピンチャー）
- ザ・ソプラノズ 哀愁のマフィア シーズン6（ビッセル）
- ザ・パシフィック
- CSI:ニューヨーク
- ジェリコ 閉ざされた街
- CHUCK/チャック（レスター・パテル）
- フロスト警部
- ミディアム2 霊能者アリソン・デュボア（トッド）

#### テレビ番組
- UFC登竜門 ジ・アルティメット・ファイター ヘビー級バトル（ジャスティン・レン）

#### アニメ
- ホートン/ふしぎな世界のダレダーレ

### ラジオ
ラジオドラマ
- VOMIC
  - 死神監察官雷堂（毛良）
  - CRASH!（パパ）
  - コイバナ!〜恋せよ花火〜（近藤嵐士）

### 特撮
- 仮面ライダーキバ（2008年、クラブファンガイアの声）
- 仮面ライダー×仮面ライダー フォーゼ&オーズ MOVIE大戦MEGA MAX（2011年、ライダーマンの声）

### 舞台
- 佐賀のがばいばあちゃん（中学生の昭広）
- ど破天荒一代〜高島嘉右衛門 伝説の男が現代に贈るもの